# Francisco Gomez de Sandoval y Rojas, 1:e hertig av Lerma

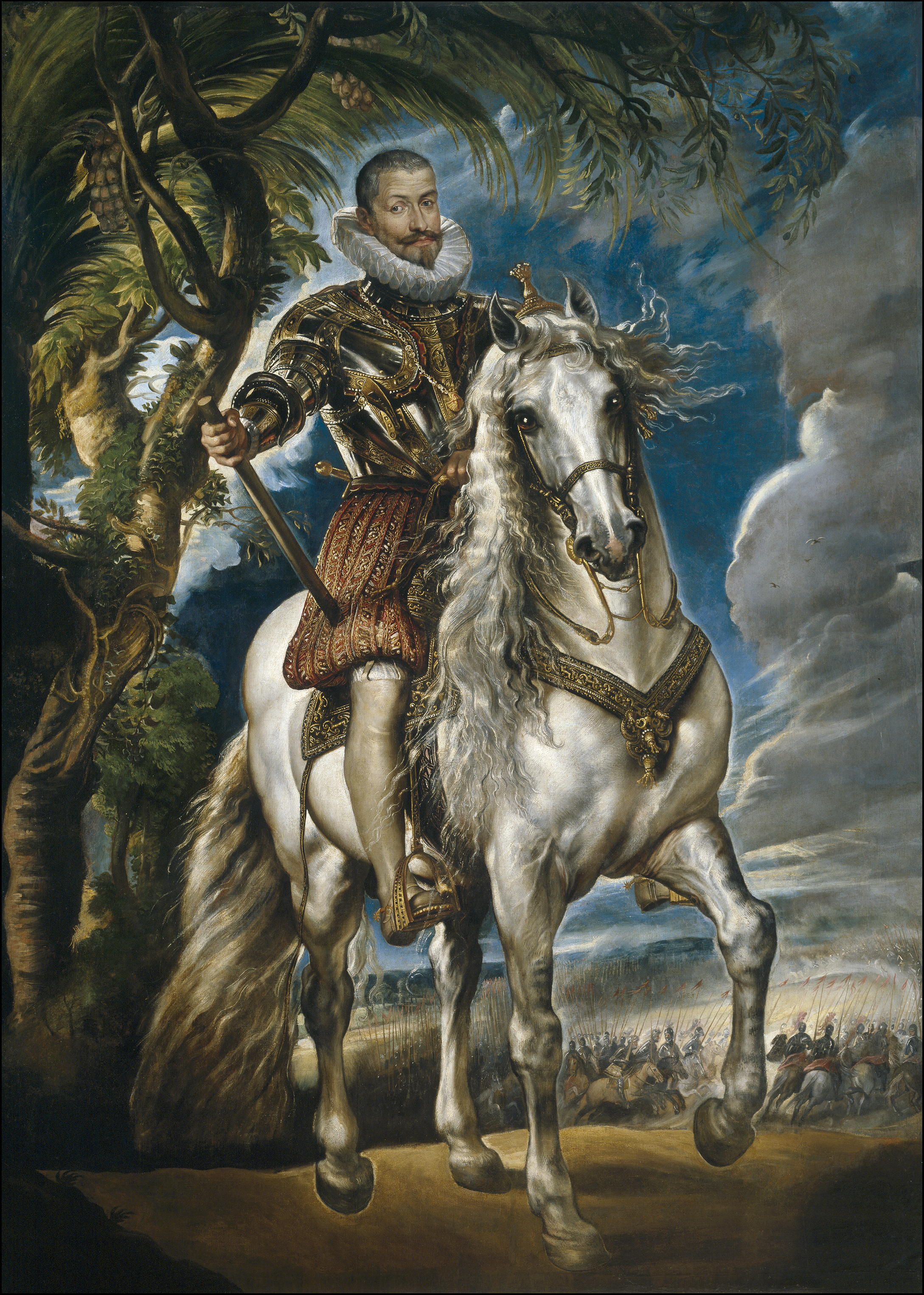
Ryttarporträtt av hertigen av Lerma, målning av Peter Paul Rubens (1603)

Francisco Gomez de Sandoval y Rojas, 1:e hertig av Lerma, markis av Denia, född 1553 i Tordesillas, död 17 maj 1625 i Valladolid, var en spansk statsman och kardinal. 
Han förvärvade som förste stallmästare hos infanten Filip, dennes ynnest och blev vid hans tronbestigning (1598) utnämnd till hertig av Lerma och förste minister. Han och hans gunstling Rodrigo Calderón fortsatte trots Spaniens utmattning och med ringa framgång Filip II:s politik. En flotta av 50 fartyg, som Francisco 1599 låtit utrusta mot England, skingrades av storm, och en expedition till irländarnas understöd 1602 misslyckades, vadan han måste sluta fred med England, 1604. Den långvariga striden mot Nederländerna avbröts 1609 genom ett tolvårigt stillestånd, varigenom provinsernas självständighet erkändes.
Med Frankrike slöts 1612 ett giftermålsfördrag. I Spaniens inre angelägenheter visade Lerma lika stor oförmåga som i de yttre. Genom moriskernas utdrivande 1609 fick industrin och jordbruket en obotlig knäck; därjämte råkade handel och lagskipning på förfall. Under allt detta samlade han emellertid stor rikedom. Utsatt för folkets hat och även av sin egen son, hertigen av Uceda, anklagad hos konungen, förvisades han 1618 från hovet. Samma år utnämndes han till kardinal.